# Ланчеллотти, Филиппо
Филиппо Ланчеллотти (итал. Filippo Lancellotti; 17 августа 1732, Рим, Папская область — 13 июля 1794, там же) — итальянский куриальный кардинал. Про-префект Священного Апостольского дворца с декабря 1786 по январь 1787. Префект Священного Апостольского дворца с января 1787 по 21 февраля 1794. Кардинал-дьякон с 21 февраля 1794.